# گذرنامه مالدیوی

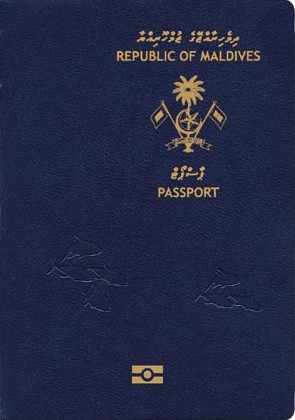
نمایی از یک‌نسخه گذرنامهٔ مالدیوی در سال ۲۰۰۸

گذرنامهٔ مالدیوی یک مدرک سفر بین‌المللی است که توسط کشور مالدیو صادر می‌شود و بنا بر داده‌های سال ۲۰۲۳، دارندگان آن می‌توانستند به ۹۱ کشور دیگر بدون دریافت ویزا سفر کنند یا ویزا را در بدو ورود دریافت نمایند. این گذرنامه بر اساس رتبه‌بندی شاخص گذرنامهٔ هنلی در سال ۲۰۲۳ در رتبهٔ ۶۰ قرار داشت.